# Aquaparc
Koordinaten: 46° 23′ 22″ N, 6° 51′ 43″ O; CH1903: 555640 / 137728
Aquaparc ist ein Wasserpark in Le Bouveret im Kanton Wallis in der Schweiz.

## Geschichte
Der Aquaparc wurde am 26. November 1999 eröffnet. Von 2003 bis 2011 wurde der Park von der französischen Freizeitpark-Kette Grévin & Cie betrieben und Ende Januar 2011 zusammen mit sechs weiteren Freizeitangeboten von der Compagnie des Alpes (CdA) an die Freizeitpark-Kette Looping Group verkauft, die den Park bis heute betreibt. Der Geschäftsführer des Aquaparc ist seit 1. Juli 2015 Franck Colin.

## Bereiche
Der Aquaparc ist in fünf Bereiche unterteilt:
- Kinderwelt: In diesem Bereich befinden sich Attraktionen für Kinder, dazu gehören: Ein Planschbecken, zwei Rutschen, ein Wellenbecken und ein Lazy River.
- Familienwelt: In diesem Bereich befinden sich drei Reifenrutschen, die familientauglich und für jede Altersklasse geeignet sind.
- Wellnessbereich: Erwachsenenbereich, der Gästen ab 16 Jahren Zutritt zu zwei Whirlpools, drei Saunen, ein Dampfbad und ein Fitnessraum bietet.
- Rutschenwelt: In diesem Bereich sind verschiedene Wasserrutschen zu finden. Dazu gehört auch die am 8. Mai 2010 eröffnete Booster Loop – eine 103 Meter lange und 21 Meter hohe Loopingrutsche mit Startkapsel und Falltür, bei der die Rutscher eine Geschwindigkeit von 85 km/h und eine Beschleunigung von bis zu 3,6 g erreichen können.[4]
- Aussengelände: Wetterabhängiger Bereich, der in der Regel von Mitte Mai bis Mitte September geöffnet ist und im Aussenbereich einen Sandstrand, einen Lazy River, ein Planschbecken und einen Wasserspielplatz mit Rutschen für Kinder zwischen 6 und 12 Jahren bereithält.